# New Moon (Elliott Smith)
New Moon è una compilation di Elliott Smith, è stata pubblicata postumo l'8 maggio 2007 dall'etichetta Kill Rock Stars.

## Tracce
(Tutte scritte da Elliott Smith, tranne dove diversamente indicato)

### Disco 1
1. Angel in the Snow - 2:39
2. Talking to Mary - 3:44
3. High Times - 3:13
4. New Monkey - 3:14
5. Looking Over My Shoulder - 3:41
6. Going Nowhere - 3:53
7. Riot Coming - 3:45
8. All Cleaned Out - 2:59
9. First Timer - 2:44
10. Go by - 3:48
11. Miss Misery (prima versione) - 2:58
12. Thirteen (Chris Bell/Alex Chilton) - 2:43

### Disco 2
1. Georgia, Georgia - 1:48
2. Whatever (Folk Song in C) - 2:19
3. Big Decision - 2:02
4. Placeholder - 2:32
5. New Disaster - 4:12
6. Seen How Things Are Hard - 3:23
7. Fear City - 3:31
8. Either/Or - 2:29
9. Pretty Mary K (other version) - 3:26
10. Almost Over - 2:13
11. See You Later (Elliott Smith/Neil Gust) - 2:56
12. Half Right (Elliott Smith/Neil Gust) - 3:50